# Lomographa viatica
Lomographa viatica är en fjärilsart som beskrevs av Harvey 1874. Lomographa viatica ingår i släktet Lomographa och familjen mätare. Inga underarter finns listade i Catalogue of Life.